# Michiel Schat
Michiel Schat (Engels: Michael Darling) is een personage uit de verhalen over Peter Pan, geschreven door J.M. Barrie.
Michiel is het jongste kind uit het Londense gezin Schat. Samen met zijn zus Wendy en zijn broer Jan wordt hij door Peter Pan meegenomen naar Nooitgedachtland.
Barrie wilde het personage aanvankelijk Alex noemen, maar hernoemde het naar Michael, de naam van een zoon uit het gezin van zijn kennis Arthur Llewelyn Davies.